# Turrella morologus
Turrella morologus é uma espécie de gastrópode do gênero Turrella, pertencente a família Clathurellidae.